# E・R・エディスン
エリック・ラッカー・エディスン（Eric Rücker Eddison、1882年11月24日 - 1945年8月18日）はイギリスの小説家。公務員でもあった。ファンタジー長編小説『ウロボロス』で知られる。

## 略歴
1882年リーズ市アデルに生まれる。幼少期の教育は家庭教師により行われた。この家庭教師はアーサー・ランサムも教えていた。ランサムはその自叙伝において、気に入らない教師を大胆不敵な方法で追い払うエディスンを記述している。エディスンはイートン校からオックスフォード大学へ進み、1906年商務省に入省し、輝かしい経歴を重ね、1924年に聖マイケル・聖ジョージ勲章CMG、1929年にはバス勲章CBを授与される。1937年執筆に専念するため退官するが、この時次官（級）の高位にあった。
彼はアイスランド語、ギリシャ語、ラテン語、フランス語に堪能であり、それらの言語の文学に親しんだ経験が、彼の作品に現れている。
彼は処女作でもあるヒロイック・ファンタジー『ウロボロス』と、架空世界ズィミアムヴィアを舞台とした3部作 Mistress of Mistresses (1935), A Fish Dinner in Memison (1941), The Mezentian Gate (1958) でもっとも良く知られている。
その他にケンブリッジ大学トリニティ校での亡友に捧げた Poems, Letters, and Memories of Philip Sidney Nairn (1916)、『スウェーデンの戦士スティルビョルンの話』(en:Styrbjarnar þáttr Svíakappa) の変奏である Styrbiorn the Strong (1926)、『エギルのサガ』を英訳した Egil's Saga (1930) がある。生涯に発表された作品は、The Mezentian Gate を除いた以上の6篇と、その数は少ない。

## 作品
エディスンの初期の作品のハイ・ファンタジーは、J・R・R・トールキンやC・S・ルイス、ル＝グウィンらの称賛を勝ち得た。しかしトールキンはエディスンとのただ一度の対面で衝突し、作品の根底にある哲学を受け入れがたいと個人的に見なしていた。一方エディスンはその見解を、soft と考えた。これらの作品は、ジャコビアン時代の散文を緻密に模した擬古文体で描かれ、また彼の敬愛するホメーロスやサッポー、ウィリアム・シェイクスピア、ジョン・ウェブスター、そしてアイスランドのサガにフランス中世詩からの模倣も全編に散りばめられている。
彼らは完全に貴族的な感性、すなわち勇者や悪者は共に、神々の因習に対する無関心を維持しているという意識を表している。
同じくファンタジー作家マイケル・ムアコックの描くキャラクターは、トールキンの作品と比べ、特に悪役がより躍動的に書かれている。
下層階級への無慈悲さに溢れる世界が歴史学的に正確な筆致で描写され、一方で登場人物は臣民を尊大かつ傲慢に扱い、これらは彼らの偉大さの一部として描かれている。実際『ウロボロス』の終盤において、主人公達は平和を退屈なものと見なし、敵対者の到来をこいねがい、そして待ち望んだ相手との戦いに臨んでいる。
ズィミアムヴィア・シリーズはもともと3部作として構想されていたものではなく、エディスンの死により中断された、より大きな作品の一部としてあるものだった。The Mezentian Gate も未完成に終わっているが、エディスンはその死の直前に、欠けた章節の摘要を用意していた。そして1992年、シリーズを一冊にまとめ、幾つかの断片を加えた Zimiamvia: a Trilogy が出版された。

## 作品リスト
- ウロボロス (The Worm Ouroboros 1922)
- Poems, Letters, and Memories of Philip Sidney Nairn (1916)
- Styrbiorn the Strong (1926)
- Egil's Saga (1930)

### ズィミアムヴィア3部作
- Mistress of Mistresses (1935)
- A Fish Dinner in Memison (1941)
- The Mezentian Gate (1958) - 未完成、遺稿